# Сорж Шаландон
Сорж Шаландо́н (фр. Sorj Chalandon, нар. 16 травня 1952 в Тунісі) — французький письменник, журналіст і репортер. З 1973 по 2007 роки працював журналістом у Libération, де він писав про події в Лівані, Ірані, Іраку, Сомалі та Афганістані. 1988 року його нагородили премією Албера Лондре за статті про Північну Ірландію та процес над Барбі Клаусом. Відтоді він працював у сатирико-розслідувальній газеті Le Canard enchaîné. Його другий роман Une promesse (2006) виграв Премію Медічі, а роман «Повернення в Кіллібеґс» (2011) здобув Гран-прі Французької академії та опинився у шортлисті Гонкурівської премії. 2012 року його було видано українською мовою в перекладі П. Таращука.

## Книги
- Le petit Bonzi (2005)
- Une promesse (2006)
- Mon traître (2008)
- La légende de nos pères (2009)
- Retour à Killybegs / Повернення в Кіллібеґс (2011)
- Le Quatrième Mur (2013)
- Profession du père (2015)
- Le Jour d'avant (2017)
- Une joie féroce (2019)
- Enfant de salaud / Син паскуди (2021)

## Переклади українською
- Сорж Шаландон. Повернення в Кіллібеґс / пер. з фр. Петро Таращук. — К. : Темпора, 2012. — 296 с. — ISBN 978-617-569-108-3.
- Сорж Шаландон. Син паскуди / пер. з фр. Петро Таращук. — Т. : Навчальна книга — Богдан, 2022. — 248 с. — ISBN 978-966-10-6838-3.